# Науменко Іван Якович
Іван Якович Науменко (16 лютого 1925, Василевичі, Речицький район, Гомельська область — 17 грудня 2006, Мінськ) — білоруський письменник і літературознавець.

## Біографія
Народився в сім'ї залізничника. З січня 1942 учасник комсомольського підпілля, потім — партизан, брав участь у визволенні Василевич. У грудні 1943 призваний в Червону Армію. Брав участь в боях на Ленінградському і 1-му Українському фронтах. Після демобілізації (грудень. 1945) — кореспондент Мозирської обласної газети «Бальшавік Палесся», а з 1951 — республіканської газети «Звязда». Заочно закінчив філологічний факультет БГУ (1950) та аспірантуру при БГУ (1954). Був завідувачем відділом прози журналу «Маладосць» (1953-58 гг.), Завідував кафедрою білоруського літератури БДУ. В 1973-82 рр. — Директор Інституту літератури імені Я. Купали АН БРСР, з 1982 г. - віце-президент АН БРСР. Голова Верховної Ради БССР (1985-90 гг.). Академік АН БРСР, доктор філологічних наук, професор. Член Спілки Письменників СРСР (з 1957).